# Dayse Oliveira
Dayse Oliveira Gomes (Rio de Janeiro, 31 de maio de 1966) é educadora e ativa militante socialista e do movimento negro no Rio de Janeiro. Militou no Partido dos Trabalhadores (PT) dentro da corrente trotskista Convergência Socialista e quando a CS foi expulsa do partido (por apoiar tanto o Fora Collor como novas eleições presidenciais, contra a vontade da direção do PT), Dayse participou da fundação do Partido Socialista dos Trabalhadores Unificado (PSTU), do qual faz parte até hoje. É também fundadora e dirigente do SEPE/RJ (Sindicato Estadual dos Profissionais de Educação do Rio de Janeiro), sendo atualmente parte da Secretaria de Gênero e Combate à Homofobia.
Foi candidata a vice-presidente do Brasil na chapa de José Maria de Almeida, o Zé Maria, que recebeu 402.236 votos nas eleições presidenciais de 2002. Foi candidata a prefeita de São Gonçalo em 2004 obtendo 6.723 votos. Foi candidata a Senadora pela Frente de Esquerda no Rio de Janeiro em 2006 obtendo 31.875 votos. Foi novamente candidata a prefeitura de São Gonçalo em 2012, recebendo 2.576 votos. Em 2014, foi candidata a governadora do estado do Rio de Janeiro, obtendo 33.442 votos e ficando em 5.º lugar na disputa. No segundo turno, Dayse não apoiou nenhum candidato e defendeu o voto nulo.
Nas eleições de 2018, Dayse Oliveira foi novamente candidata ao Governo do Estado do Rio de Janeiro pelo Partido Socialista dos Trabalhadores Unificado (PSTU). A candidatura da professora foi anunciada na convenção estadual do PSTU, realizada no dia 2 de agosto de 2018. No mesmo evento, o historiador Cyro Garcia e a servidora municipal Samantha Guedes foram confirmados como candidatos da legenda ao Senado Federal pelo estado do Rio de Janeiro. No 1º turno, Dayse Oliveira obteve 17.499 votos (0,23% do total de votos válidos), ficando de fora do segundo turno e não se elegendo ao cargo disputado, terminando em último lugar dentre as candidaturas deferidas.
Dayse Oliveira atualmente exerce função de Professora de História em São Gonçalo e é também professora primária em Niterói, ambas escolas estaduais.